# HD12446
HD12446 — хімічно пекулярна зоря спектрального класу A2, що має видиму зоряну величину в смузі V приблизно  5,2.
Вона знаходиться у сузір'ї Риби  й розташована на відстані близько 139,1 світлових років від Сонця.

## Фізичні характеристики
Зоря HD12446 обертається 
досить швидко 
навколо своєї осі. Проєкція її екваторіальної швидкості на промінь зору становить  Vsin(i)= 84км/сек.
Телескоп Гіппаркос зареєстрував фотометричну змінність  даної зорі з періодом    0,75 доби в межах від  Hmin= 3,84 до  Hmax= 3,82.